# Albert David Baumhart, Jr.
Albert David Baumhart, Jr. (Vermilion, 15 de junio de 1908-Lorain, 23 de enero de 2001) fue un Representante estadounidense por Ohio.
Albert David Baumhart, Jr. nació en  Vermilion, Ohio.  Asistió a la Universidad de Ohio en Athens, Ohio, recibiendo su A.B. (Bacherlor of Arts) y M.A. (Master of Arts) en 1931. Fue representante editorial en Vermilion, Ohio, desde 1932 hasta 1939. Fue miembro del Senado del Estado de Ohio de 1937 a 1940.
Baumhart fue elegido como republicano en el 77.º congreso. Presentó su dimisión para aceptar una comisión en la Armada el 2 de septiembre de 1942.  Se licenció siendo capitán de corbeta el 17 de enero de 1946.  Fue miembro del personal de relaciones públicas de la Corporación Owens-Corning de fibra de vidrio, en Toledo, Ohio, desde 1946 hasta 1953. Fue director del Comité Nacional Republicano entre 1953 y 1954.
Baumhart fue de Nuevo elegido como republicano en el 85.º y 86.º congresos.  No se presentó como candidato a las elecciones de 1960.  Fue delegado de la Convención Nacional Republicana de 1968.  Trabajó como consultor de relaciones públicas y murió el 23 de enero de 2001, en Lorain, Ohio. Fue enterrado en el cementerio Maple Grove en Vermilion, Ohio.